# Benjamin Atkins
Benjamin Atkins (* 26. August 1968; † 17. September 1997 in Jackson, Michigan), genannt Woodward Corridor Killer, war ein US-amerikanischer Serienmörder.

## Leben
Atkins tötete 1991 und 1992 in einem Zeitraum von neun Monaten in Detroit mindestens elf Frauen. Alle Opfer wurden in leerstehenden Gebäuden gefunden, alle waren vergewaltigt und stranguliert worden. Viele arbeiteten als Prostituierte oder waren drogenabhängig.
1992 stieß die Detroiter Polizei bei systematischer Durchsicht aller Ermittlungsakten aus den ungeklärten Mordfällen und aller Unterlagen über Sexualstraftaten auf eine Anzeige wegen einer Vergewaltigung aus dem Vorjahr, die im Detroiter Highland Park District begangen worden war, in dem auch mehrere der Leichen-Fundorte lagen. Bei seiner erneuten Vernehmung erinnerte sich das Opfer daran, dass der Vergewaltiger sich „Tony“ genannt hatte. Nachdem die Frau fünf Wochen regelmäßig in einem Zivilfahrzeug mit auf Streife gefahren war, wurde Atkins am 23. August festgenommen. Zwar fehlten weitere Beweismittel gegen ihn, er brach jedoch im Verhör zusammen und gestand unter Tränen, der Täter zu sein. Als Motiv gab er Hass auf Prostituierte an.
Atkins wurde am 21. April 1994 von den Geschworenen schuldig gesprochen. Am 11. Mai 1994 verurteilte der Richter ihn zu insgesamt 23 lebenslangen Haftstrafen. Er starb 1997 im Duane Waters Hospital in Jackson an AIDS.